# André Bosson
André Bosson (Genève, 23 augustus 1941 – 23 april 2025) was een Zwitserse voetballer en voetbalcoach die speelde als middenvelder.

## Carrière
Bosson maakte zijn debuut op vijftien jarige leeftijd in de Zwitserse beker als vervanger van de geblesseerde Heinz Bertschi voor vierdeklasser Étoile Carouge. Hij promoveerde met de ploeg naar de derde klasse maar trok in 1960 naar eersteklasser Servette Genève samen met Bernard Mocellin. Hij werd met hen landskampioen in 1961 en 1962. Hij verhuisde in december 1965 na aanslepende onderhandelingen naar FC Sion waar hij twee seizoenen speelde. Hij speelde van 1967 tot 1969 twee seizoenen voor Lausanne Sports. Hij trok in 1969 terug naar Servette en werd weer kampioen in 1971. Hij werd in juni 1973 speler-trainer bij FC Meyrin, in de functie van coach volgde hij Claude Martin op. Hij verlengde zijn contract niet in mei 1975.
Hij werd in maart 1977 coach van CS Chênois waar hij tot aan het einde van het seizoen samenwerkte met Roger Vonlanthen om hem het seizoen daarna op te volgen wanneer die coach werd van de nationale ploeg. Na een seizoen verliet hij de club en werd opgevolgd door Hervé Revelli.
Bosson overleed op 23 april 2025 op 83 -jarige leeftijd.

### Nationale ploeg
Hij speelde vier interlands voor Zwitserland waarin hij een keer kon scoren.

## Erelijst
- Zwitsers landskampioen: 1961, 1962, 1971